# Aframomum sceleratum
Aframomum sceleratum är en enhjärtbladig växtart som beskrevs av Auguste Jean Baptiste Chevalier. Aframomum sceleratum ingår i släktet Aframomum och familjen Zingiberaceae. Inga underarter finns listade i Catalogue of Life.